# Aleksiej Kuropatkin
Aleksiej Nikołajewicz Kuropatkin (ros. Алексей Николаевич Куропаткин; ur. 17 marca?/29 marca 1848 w powiecie chołmskim guberni pskowskiej, zm. 16 stycznia 1925 w majątku Szeszurino, w powiecie toropieckim guberni pskowskiej) – generał piechoty (1900), generał adiutant (1902), rosyjski Minister Wojny w latach 1898-1904, często obarczany odpowiedzialnością za główne porażki Rosjan w czasie wojny rosyjsko-japońskiej, szczególnie w bitwie pod Mukdenem i bitwie pod Liaoyang.

## Życiorys
Kształcił się w Korpusie Kadetów i 1 Pawłowskiej Szkole Wojskowej. Promowany na stopień oficerski w 1866 w 1 turkiestańskim batalionie strzeleckim. Służył w Turkiestanie. Uczestnik wojen o podporządkowanie przez Rosję Azji w latach 1866–1868, 1875–1877.
W 1874 ukończył Nikołajewską Akademię Sztabu Generalnego. Po zakończeniu akademii służył w Turkiestańskim Okręgu Wojskowym. Od 16 grudnia 1875 starszy adiutant sztabu okręgu, od 1876 oficer do zadań specjalnych sztabu okręgu. W 1877 skierowany do sztabu głównego armii uczestniczącej w wojnie rosyjsko tureckiej 1877-1878. Za udział w działaniach wyróżniony orderem Świętego Jerzego 4. stopnia i złotą bronią. Od lipca 1877 starszy oficer do zadań specjalnych Naczelnego Dowódcy Wielkiego Księcia Mikołaja Mikołajewicza. Od września 1877 do września 1878 szef sztabu 16 Dywizji Piechoty. Od września 1878 adiunkt w Mikołajewskiej Akademii Sztabu Generalnego. Od sierpnia 1879 dowódca Turkiestańskiej Brygady Piechoty, później przedstawiciel kierujący częścią azjatycką Sztabu Głównego, szef sztabu awangardy Oddziału Kulczyńskiego, szef sztabu Oddziału Turkiestańskiego. Za udział w walkach nagrodzony Orderem świętego Jerzego 3. stopnia (1881). Od marca 1883 w Sztabie Głównym armii rosyjskiej. Od 27 marca 1890 dowódca Wojsk Obwodu Zakaspijskiego. Od stycznia 1898 do 7 lutego 1904 minister wojny (do 1 lipca 1898 pełniący obowiązki ministra) i przewodniczący Rady Wojennej.
Po rozpoczęciu wojny rosyjsko-japońskiej 1904-1905 7 lutego 1904 wyznaczony na dowódcę Armii Mandżurskiej. Dowodził całością lądowych sił zbrojnych walczących z Japonią. Działał zgodnie z doktryną pasywno-obronną, co stało się jedną z przyczyn klęski armii rosyjskiej. Od 13 października 1904 Naczelny Dowódca całości rosyjskich sił lądowych i morskich walczących z Japonią. Po klęsce pod Mukdenem 3 marca 1905 usunięty ze stanowiska i wezwany do Petersburga na rozmowę z carem. Prosił cara o pozostawienie go na japońskim teatrze działań wojennych. 8 maja wyznaczony na dowódcę 1 Armii Mandżurskiej. W związku z likwidacją 1 Armii 3 lutego 1906 usunięty ze stanowiska i pozostawiony w świcie cara.
Po rozpoczęciu I wojny światowej złożył prośbę o skierowanie na front, lecz nie uzyskał poparcia wielkiego księcia Mikołaja Mikołajewicza (młodszego). 12 września 1915 wyznaczony na dowódcę Korpusu Grenadierów. W działaniach wojennych nie pokazał zdolności dowódczych. 23 stycznia 1916 zorganizował atak na Niemców, dwoma pułkami z użyciem reflektorów. Niemcy rozbili ostrzałem artylerii reflektory, pułki z wielkimi stratami odrzucili. W styczniu 1916 wyznaczony na dowódcę 5 Armii Frontu Północnego. Na skutek choroby gen. Nikołaja Ruzskiego 6 lutego 1916 otrzymał rozkaz objęcia obowiązków naczelnego dowódcy Frontu Północnego (1, 5, 12 Armie, 42 samodzielny Korpus). 21 marca rozpoczął operację, która miała na celu związać walką wojska niemieckie i nie pozwolić dowództwu niemieckiemu przerzucić wojska pod Verdun. Operacja nie przyniosła rezultatu. Wojska rosyjskie poniosły straty 60 tys. żołnierzy. Dowództwo niemieckie pod Verdun przerzuciło 3 Korpus Alpejski, 3 i 103 Dywizję Piechoty. Po tej operacji Kuropatkin doszedł do wniosku, że wszelkiego rodzaju działania zaczepne prowadzone przez wojska rosyjskie nie mają sensu ze względu na przewagę techniczną wojsk niemieckich. Na odprawie 14 kwietnia w Stawce, dotyczącej dalszych działań wojennych, wyraził ten pogląd. Pod wpływem gen. A. A. Brusiłowa Stawka przyjęła decyzje o dalszym prowadzeniu operacji zaczepnych i wyznaczyła operację na 31 maja. Zgodnie z dyrektywą Stawki główne uderzenie miało być przeprowadzone siłami Frontu Zachodniego, a fronty Północny i Południowo-Zachodni otrzymały zadanie wsparcia, przy czym armie Kuropatkina miały prowadzić uderzenie na pomocniczym kierunku na Święciany. Gen. Kuropatkin przygotował operację przeciwko spodziewanemu desantowi z Liflandii. 12 Armia z jego frontu rozpoczęła przygotowania do działań na tyły armii niemieckich. W końcu czerwca odwołany ze stanowiska dowódcy Frontu.
Od 22 lipca 1916 generał gubernator Turkiestanu i dowódca Siemireczeńskiego Kozackiego Wojska. Kierował tłumieniem powstania w Turkiestanie.
Po rewolucji lutowej 30 lutego 1917 usunięty ze stanowiska, chociaż oficjalnie był gubernatorem do 5 czerwca 1917, kiedy to został wyznaczony członkiem Aleksandrowskiego Komitetu Rannych.
Od maja 1917 do końca życia mieszkał w swoim byłym majątku Szeszurino w powiecie chołmskim. Zorganizował szkołę wiejską, w której pracował jako nauczyciel. Wykładał także w szkole średniej. W 1918 i 1919 odrzucił propozycję ambasadora francuskiego dotyczącą emigracji i przedstawicieli oddziałów Białej Gwardii walki z władzą sowiecką. Został zamordowany przez bandytów. Pochowany w majątku. W 1964 na mogile postawiono pomnik z napisem „Założycielowi szkoły wiejskiej w Nagowsku”.
Autor prac wojskowo-historycznych i wojskowo-geograficznych.

## Odznaczenia
- Order Świętego Jerzego III i IV klasy
- Order Świętego Aleksandra Newskiego z Brylantami
- Order Orła Białego (Rosja)
- Order Świętego Włodzimierza II, III i IV klasy
- Order Świętej Anny I, II i III klasy
- Order Świętego Stanisława I, II i III klasy
- Złota Odznaka „Za Waleczność”
- Order Świętego Aleksandra (Bułgaria)
- Krzyż Wielki Legii Honorowej (Francja)
- Wielki Oficer Legii Honorowej (Francja)
- Kawaler Legii Honorowej (Francja)
- Order Lwa i Słońca II klasy (Persja)
- Order Gwiazdy Rumunii (Rumunia)